# Nephtys bilobatus
Nephtys bilobatus är en ringmaskart som beskrevs av Kudenov 1975. Nephtys bilobatus ingår i släktet Nephtys och familjen Nephtyidae. Inga underarter finns listade i Catalogue of Life.